# Кокшагское сельское поселение
Кокша́гское се́льское поселе́ние — упразднённое муниципальное образование в составе Кикнурского района Кировской области России.
Центр — село Кокшага.

## История
Кокшагское сельское поселение образовано 1 января 2006 года согласно Закону Кировской области от 07.12.2004 № 284-ЗО.
Законом Кировской области от 5 марта 2014 года № 389−ЗО, вступившим в силу 1 апреля 2014 года, Кокшагское сельское поселение объединено, вместе с остальными сельскими поселениями Кикнурского района, в Кикнурское сельское поселение с административным центром в деревне Ваштранга.

## Население
| 2010 | 2012 | 2013 |
| ---- | ---- | ---- |
| 367  | ↘343 | ↘328 |

## Состав
В состав поселения входят 7 населённых пунктов (население, 2010):
- село Кокшага — 326 чел.;
- деревня Андрияхи — 2 чел.;
- деревня Гудинцы — 0 чел.;
- деревня Кузнецы — 7 чел.;
- деревня Нижнята — 0 чел.;
- деревня Терехи — 3 чел.;
- деревня Чаща — 29 чел.